# Lastarriaea
Lastarriaea es un género de plantas pertenecientes a la familia Polygonaceae.  Comprende 6 especies descritas y de estas, solo 2 aceptadas.

## Taxonomía
El género fue descrito por  Jules Ezechiel Rémy  y publicado en Flora Chilena 5: 289–290. 1851.  La especie tipo es: Lastarriaea chilensis J. Rémy	

## Especies aceptadas
A continuación se brinda un listado de las especies del género Lastarriaea aceptadas hasta mayo de 2014, ordenadas alfabéticamente. Para cada una se indica el nombre binomial seguido del autor, abreviado según las convenciones y usos. 
- Lastarriaea chilensis J. Rémy
- Lastarriaea coriacea (Goodman) Hoover